# リディック: ギャラクシー・バトル
『リディック: ギャラクシー・バトル』（原題: Riddick）は、2013年にアメリカ合衆国で制作されたSF映画。2000年の『ピッチブラック』、2004年の『リディック』に続く、シリーズ三作目である。

## ストーリー
前回の戦いでネクロモンガーの王、ロード・マーシャルとなった凶悪犯罪者リディック。だが、部下に裏切られ、名も知らぬ惑星に一人置き去りにされた。持ち前の高い適応能力で凶暴な生物たちを倒したリディックは、惑星の探査を進めた。
賞金稼ぎが建てた無人の避難施設を発見したリディックは、救難用ビーコンで自身のデータを発信した。その信号に反応して飛来する2組の賞金稼ぎ。２艘目の船のリーダーであるジョンズは賞金首には興味がなく、リディックを捕えて何かを聞き出すことが目的だった。辺りをバイクで捜索するが、一人また一人とリディックに殺されて行く乗組員たち。
船の動力源であるポータブル式の「ノード」を失うと機能が停止するため、盗難予防で2艘のノードを避難施設の金庫に隠すジョンズたち。だが、リディックは策略を用いてノードを2つとも盗み、１つは返すから船を一艘残して立ち去れと交渉した。しかし、狙撃手の撃った麻酔弾によって捕われるリディック。
シェルターでリディックを拘束したジョンズは、10年前にリディックがある星に不時着した時に、仲間だった息子の死について説明を求めた。ジョンズはリディックが息子を殺したと信じているのだ。だが、リディックが口を割る前に、この星に無数に生息する凶暴な怪物がシェルターを攻撃して来た。次々に仲間を殺され、リディックを開放して共に戦うジョンズ。
ノードを返せば船を譲るという取り引きで、バイクで隠し場所へ向かうリディックやジョンズ。途中で部下のバイクに接触され、投げ出されたジョンズを救助するリディック。ノードは回収したがバイクは全て壊れ、船まで徒歩で帰らざるを得なくなった。隠し場所でジョンズの息子の死について、麻薬に溺れ、挙げ句に自殺したと告げるリディック。信じないジョンズにリディックは「騙す理由が無い」と返答した。
帰路に怪物の襲撃を受け、牙で深く刺されて倒れるリディック。ジョンズはノードを2つとも持って立ち去った。怪物に囲まれたリディックが逃げ場を失った時、ジョンズの乗った宇宙船が飛来して怪物たちを撃ち払った。リディックは約束通り船を一艘手に入れ、この惑星を後にした。

## キャスト
| 役名                      | 俳優                           | 日本語吹替 |
| ------------------------- | ------------------------------ | ---------- |
| リチャード・B・リディック | ヴィン・ディーゼル             | 大塚明夫   |
| サンタナ                  | ジョルディ・モリャ             | 宮内敦士   |
| ボス・ジョンズ            | マット・ネイブル               | 玉野井直樹 |
| ダール                    | ケイティー・サッコフ           | 斎藤恵理   |
| ディアス                  | デイヴ・バウティスタ           | 藤原貴弘   |
| モス                      | ボキーム・ウッドバイン         | 山田浩貴   |
| ルナ                      | ノーラン・ジェラード・ファンク | 中村章吾   |
| ヴァーコ                  | カール・アーバン               | 宮内敦士   |